# Wysokyj
Wysokyj (ukr. Високий) – osiedle typu miejskiego na Ukrainie, w obwodzie charkowskim, w rejonie charkowskim.
Miejscowość znajduje się pomiędzy miastem Piwdenne a osiedlem typu miejskiego Pokotyliwka, w odległości 15 km na południowy zachód od Charkowa.
W pobliżu przepływają rzeki: Rżawczyk i Merefa.

## Historia
Miejscowość została założona w 1903 roku jako osada pracowników Kolei Południowej. Wtedy 350 osób posiadało grunty we wsi. W 1938 roku otrzymała status osiedla typu miejskiego.
W 2018 liczyła 10 134 mieszkańców.